# Skin Turns To Glass
Skin Turns to Glass è un album in studio del gruppo musicale canadese Nadja, pubblicato nel 2003.

## Tracce
1. Sandskin – 11:40
2. Skin Turns to Glass – 12:20
3. Slow Loss – 20:05

## Formazione

### Gruppo
- Aidan Baker – voce, chitarra, pianoforte, flauto, batteria
- Leah Buckareff – voce, basso